# Saint-Acheul
Saint-Acheul is een gemeente in het Franse departement Somme (regio Hauts-de-France) en telt 28 inwoners (2009). De plaats maakt deel uit van het arrondissement Amiens.
Er was een jezuïetencollege gevestigd waar onder andere Joannes Baptista Malou, Walter Steins Bisschop en Armand Limnander de Nieuwenhove werden opgeleid.

## Stenen tijdperk
Jacques Boucher de Perthes vond in steengroeven nabij Saint-Acheul in 1837 vuurstenen gereedschappen die later tot erkenning van het stenen tijdperk als belangrijke ontwikkelingsfase in de menselijke geschiedenis zou leiden.

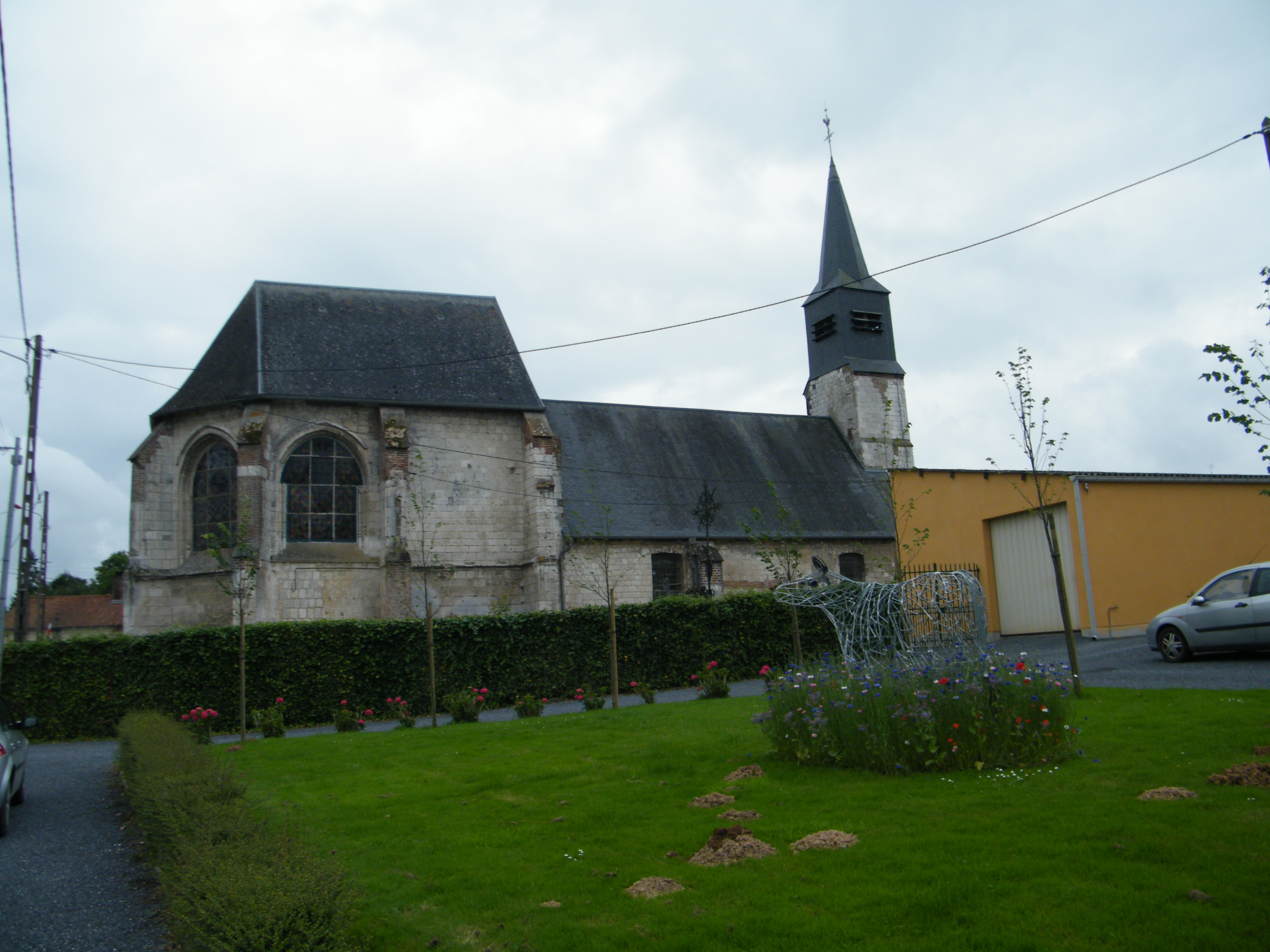
Kerk van Saint-Acheul

## Geografie
De oppervlakte van Saint-Acheul bedraagt 3,1 km², de bevolkingsdichtheid is dus 9 inwoners per km².
De onderstaande kaart toont de ligging van Saint-Acheul met de belangrijkste infrastructuur en aangrenzende gemeenten.

## Demografie
Onderstaande figuur toont het verloop van het inwonertal (bron: INSEE-tellingen).